# Гачалкоевский говор
Гачалкоевский говор, Кешенхоевский говор (чечен. ГӀачалкъойн лер, чечен. Кешенхойн лер) — говор ауховского диалекта чеченского языка. Гачалкоевский говор представлен в Новолакском районе и в селениях Хасавюртовского района таких как Покровское. Солнечное, Нурадилово, Борагангечув и тд. и в городе Хасавюрт Дагестана. Д. С. Имнайшвили гачалкоевский говор называет собственно аккинским говором.
Различия между гачалкоевским и пхарчхоевским говорами:
|            | Гачалкоевский | Пхарчхоевский |
| ---------- | ------------- | ------------- |
| «идёт»     | вагӀш         | вогӀш         |
| «пришёл»   | вени          | венув         |
| «сказал»   | аьлни         | аьлнд         |
| «закончил» | даьлни        | даьлнд        |